# 12 Persei
12 Persei (12 Persei / HD 16739 / HR 788) es una estrella binaria en la constelación de Perseo.
Situada a 79 años luz del sistema solar, tiene magnitud aparente +4,90.
La componente principal del sistema es una enana blanco-amarilla de tipo espectral F8V con una temperatura efectiva de 6100 K.
Brilla con una luminosidad 3,3 veces mayor que la luminosidad solar y su radio es un 62% más grande que el radio solar.
Con una masa un 38% mayor que la del Sol, es una estrella similar a Zavijava (β Virginis) o θ Persei A, esta última también en la constelación de Perseo.
Su compañera es también una enana amarilla, aunque más fría y menos luminosa. De tipo G1.5V y 5850 K de temperatura, tiene una masa de 1,24 masas solares.
Dos veces más luminosa que el Sol, su radio es un 38% más grande que el radio solar.
El período orbital es de 330,98 días con una separación media entre ambas estrellas de 1,30 UA, si bien la órbita es muy excéntrica (ε = 0,67).
El sistema tiene una metalicidad —abundancia relativa de elementos más pesados que el helio— un 38% más elevada que la del Sol ([Fe/H] = +0,14) y una edad estimada de 400 millones de años.